# Yerfi Dağı
Yerfi Dağı är ett berg i Azerbajdzjan.   Det ligger i distriktet Quba Rayonu, i den nordöstra delen av landet, 140 km nordväst om huvudstaden Baku. Toppen på Yerfi Dağı är 2 069 meter över havet, eller 30 meter över den omgivande terrängen. Bredden vid basen är 0,75 km.
Terrängen runt Yerfi Dağı är bergig åt sydväst, men åt nordost är den kuperad. Runt Yerfi Dağı är det ganska glesbefolkat, med 48 invånare per kvadratkilometer.. Närmaste större samhälle är Konakh-Kent, 13,3 km öster om Yerfi Dağı. 
Trakten runt Yerfi Dağı består i huvudsak av gräsmarker.